# Oleksandr Strel'cov
Oleksandr Oleksandrovič Strel'cov (in ucraino Олександр Олександрович Стрельцов?; Zaporižžja, 7 marzo 1975) è un bobbista e allenatore ucraino.
Nato nell'ex Unione Sovietica, dopo la sua dissoluzione ha assunto la cittadinanza ucraina. Dal 2005 al 2008 ha fatto parte della squadra nazionale svizzera e dal 2009 al 2010 ha allenato e gareggiato nella Nazionale di bob della Corea del Sud.
Viene ricordato come vincitore di una medaglia d'argento nella sua disciplina, vittoria avvenuta ai campionati mondiali del 2007 (edizione tenutasi a St. Moritz, Svizzera) insieme ai connazionali Ivo Rüegg e Tommy Herzog. Nell'edizione l'oro andò alla Germania, il bronzo all'Italia.

## Biografia
Nel 1984, Oleksandr entrò nello SDYUSHOR "Metalurg" per l'atletica leggera. Maestro di sport di classe internazionale, fu otto volte campione ucraino nello sprint dei 60-100 metri. Divenuto membro della squadra nazionale di atletica leggera dell'Ucraina, nel 1994 ha partecipato al Campionato Mondiale Juniores di atletica leggera e nel 1996 ha partecipato ai Campionati Europei di atletica indoor (su distanze di 60 m e 200 m). Oleksandr era allenato da suo fratello Ihor, già 22 volte campione ucraino di atletica leggera (sprint, salto in lungo), campione e vincitore dei campionati dell'URSS, maestro dello sport di classe internazionale
Conclusa la carriera nell'atletica leggera, nel 2001 entrò nella Nazionale di bob dell'Ucraina come miglior velocista della squadra. Nel 2002 vinse la medaglia di bronzo ai Campionati europei di bob 2002 ad Oberhof, Germania e l'argento ai Campionati mondiali di bob 2002 a Groningen, nei Pesi Bassi. Nello stesso anno andò a difendere l'onore del paese ai Giochi Olimpici Invernali di Salt Lake City 2002 con il bob a due pilotato Oleksandr Ivanišyn, ma finì solo al 34º posto.
Dal 2004 al 2008 è stato membro della squadra di bob della Svizzera, con cui ha gareggiato negli equipaggi di piloti come Ivo Rüegg e Martin Galliker, ed è stato anche preparatore fisico e allenatore di sprint della squadra svizzera. Ha vinto l'oro e l'argento ai Campionati mondiali di bob 2006 a Ilsenburg, in Germania. Ai Campionati mondiali di bob 2007 a Sankt Moritz, in Svizzera, ha gareggiato in coppia con Ivo Rüegg e ha vinto l'argento, tuttavia, essendosi infortunato, non partecipò alla gara finale e fu sostituito da Tommy Herzog. Vinse inoltre la medaglia d'argento ai Campionati europei di bob 2008 a Cesana Torinese, in Italia .
Nel 2008, insieme a Martin Galliker, è stato multato di 1.000 franchi dalla Camera svizzera antidoping e squalificato dalle competizioni per un anno per essersi rifiutato ripetutamente di sottoporsi ai test antidoping.
Prima delle Olimpiadi di Vancouver 2010, era pronto a tornare nella squadra nazionale ucraina, ma i funzionari sportivi ucraini hanno deciso di non mandare i loro bob a queste competizioni.
Nel 2009-2010 entrò a far parte eella squadra di bob della Corea del Sud come frenatore ed allenatore per la preparazione fisica, l'accelerazione iniziale e le tecniche di sprint. Con il suo viceallenatore Andrij Tkačuka riuscì per la prima volta nella storia a far qualificare la Nazionale di bob della Corea del Sud ai Giochi Olimpici del 2010 a Vancouver.
Nel 2011-2012 ha allenato della Nazionale di bob della Russia (accelerazione della partenza, preparazione fisica e sprint), che nel 2011 vinse l'oro ai Campionati del mondo e ai Campionati europei.
Nel 2013-2015 fu allenatore della preparazione fisica generale del Futbol'nyj Klub Metalurh Zaporižžja e nel 2015-2016 fu allenatore generale della preparazione fisica del Fotbal Club Bălți in Moldavia.